# 大分オーパ
大分オーパ（おおいたオーパ、英: Oita OPA）は、大分県大分市中央町に所在する、イオンモールが運営する「食」に特化した商業施設である。

## 概要
2017年（平成29年）2月26日に老朽化等のために閉店したファッションビル大分フォーラス跡地に、地上4階建ビル（延床面積約7,500m2）を新築し、2019年（令和元年）5月30日にプレオープン、6月1日に開業した。
OPAが運営する22の施設で初めての食を中心とした商業施設であり、沖縄県を除く九州7県では、福岡県のキャナルシティオーパに次いで2店舗目のOPAの施設である。
2021年3月1日、イオンモールの運営となる。

## フロア
47店が入居。1-2階が吹き抜けで、4階にはオープンテラスが設けられている。
- 1階 - フードマルシェ（生鮮食品・総菜）
- 2階 - フードマーケット（飲食店）
- 3階 - ライフスタイルマーケット（エステサロン、雑貨店等）
- 4階 - レストラン（飲食店）[6][8]